# مانغلوب
مانغلوب (بالإنجليزية: Manglobe)‏ كان استوديو أنمي ياباني. تأسس في 7 فبراير 2002. وكان يقع مقره في سوغينامي، طوكيو. أعلن الاستوديو إفلاسه في أكتوبر 2015 بعد الفشل في سداد الديون المتراكمة عليه.

## أعمال الاستوديو

### مسلسلات أنمي تلفزيونية
- ساموراي تشامبلو
- ديفل كينغز
- إيرغو بروكسي
- دار الأوراق الخمس (2011)
- كارنفال
- هاياتي الخادم المقاتل
- غانغستا

## وصلات خارجية
- الموقع الرسمي في أرشيف الإنترنت(أرشفت في  سبتمبر 5, 2015)